# 592

## Narození
- Chálid ibn al-Valíd, arabský vojevůdce

## Úmrtí
- Bahrám Čóvén, svržený perský král
- Svatá Silvie
- Sušun, japonský císař

## Hlavy států
- Papež – Řehoř I. Veliký (590–604)
- Byzantská říše – Maurikios (582–602)
- Franská říše – Chlothar II. (584–629)
  - Orléans/Burgundsko – Guntram (561–592) » Childebert II. (592–595)
  - Mety – Childebert II. (575–595)
- Anglie
  - Wessex – Ceawlin (560–592) » Ceol (592–597)
  - Essex – Sledda (587–604)
- Perská říše – Husrav II. (590, 591–628)